# Deportivo Mongomo
der Club Deportivo Mongomo, kurz CD Mongomo oder Deportivo Mongomo, ist ein Fußballverein aus Äquatorialguinea. Beheimatet ist der Verein in Mongomo. Aktuell spielt der Verein in der ersten Liga, der Primera Division de Honor.

## Geschichte
Dem Verein, der seine Heimspiele im Estadio La Libertad in Bata austrägt, gelangen bisher vier nationale Meisterschaften. Ein Pokalsieg dagegen ist ihnen bisher nicht gelungen.

## Erfolge
- Äquatorialguineascher Meister: 1980, 1997, 2010, 2022, 2024
- Äquatorialguineascher Pokalsieger: 1990, 2015

## Stadion

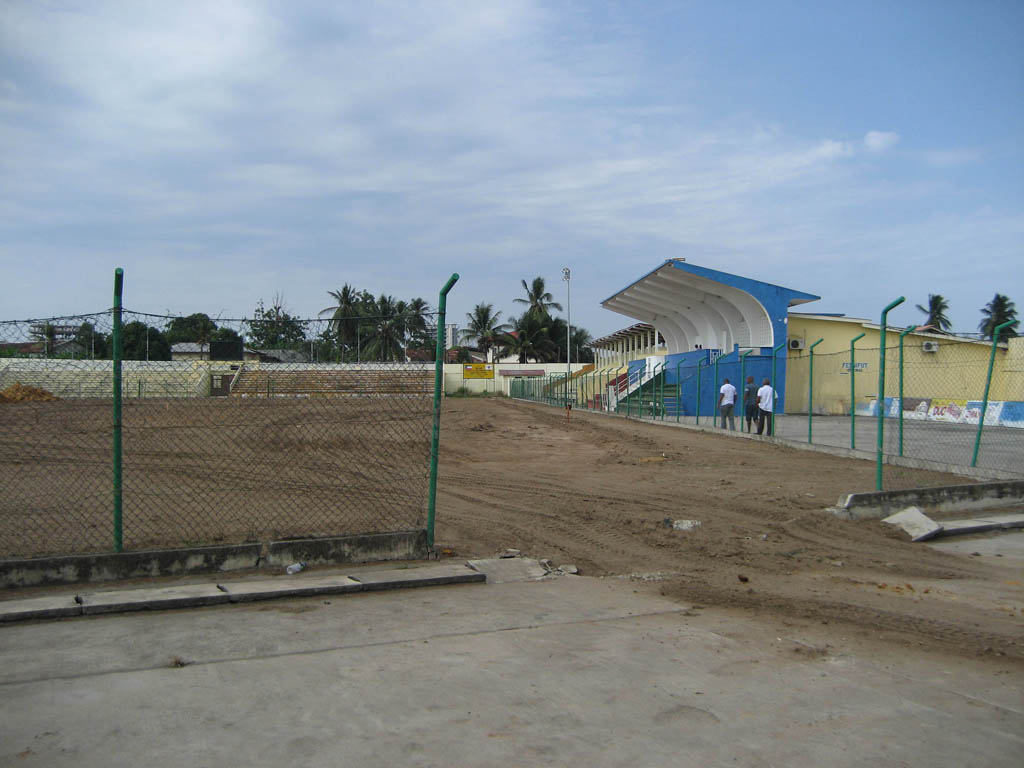
Estadio La Libertad

Der Verein trägt seine Heimspiele im Estadio La Libertad in Bata. Das Stadion hat ein Fassungsvermögen von 4000 Personen.

## Statistik in den CAF-Wettbewerben
| Saison | Wettbewerb               | Runde    | Land                         | Verein                    | Heim            | Auswärts        |
| ------ | ------------------------ | -------- | ---------------------------- | ------------------------- | --------------- | --------------- |
| 1979   | African Cup Winners’ Cup | 1. Runde | Kamerun                      | Canon Yaoundé             | 1:3             | 1:5             |
| 1992   | CAF Cup                  | 1. Runde | Republik Kongo               | Étoile du Congo           | 1:0             | 0:5             |
| 1998   | CAF Champions League     | Vorrunde | Republik Kongo               | Munisport de Pointe-Noire | w/o             | w/o             |
|        | CAF Champions League     | 1. Runde | Angola                       | Atlético Petróleos Luanda | 1:4             | 2:9             |
| 1999   | CAF Cup                  | 1. Runde | Demokratische Republik Kongo | AS Vita Club              | 0:1             | 0:7             |
| 2001   | CAF Cup                  | 1. Runde | Demokratische Republik Kongo | SM Sanga Balende          | o/w             | o/w             |
| 2002   | CAF Cup                  | 1. Runde | Kamerun                      | Tonnerre Yaoundé          | 1:2             | 2:4             |
| 2004   | CAF Confederation Cup    | Vorrunde | Republik Kongo               | Diables Noirs             | 0:0             | 2:2             |
|        | CAF Confederation Cup    | 1. Runde | Elfenbeinküste               | Stella Club Adjamé        | 1:1             | 0:2             |
| 2011   | CAF Champions League     | Vorrunde | Benin                        | ASPAC Cotonou             | 1:1             | 0:1             |
| 2016   | CAF Confederation Cup    | Vorrunde | Kamerun                      | UMS de Loum               | disqualifiziert | disqualifiziert |